# محبة النحاس أليفة القلوية
محبة النحاس أليفة القلوية (الاسم العلمي: Cupriavidus alkaliphilus) هي نوع من البكتيريا، سلبية الغرام، تتبع جنس محبة النحاس.